# Arhopalus foveicollis
Arhopalus foveicollis är en skalbaggsart som först beskrevs av Samuel Stehman Haldeman 1847.  Arhopalus foveicollis ingår i släktet Arhopalus och familjen långhorningar. Inga underarter finns listade.